# Amy Mathews
Amy Mathews (Melbourne, 29 maart 1980) is een Australische actrice. 
Mathews groeide op in Sydney en studeerde aan de University of the Arts in de Amerikaanse stad Philadelphia. Daarna volgde ze een tweejarige acteeropleiding in Surrey Hills (Sydney). In 2003 speelde ze eenmalig een rol in een aflevering van de televisieserie All Saints. Ze werd bekend als Dr. Rachel Armstrong  uit de soapserie Home and Away. 